# Princeton School of Public and International Affairs

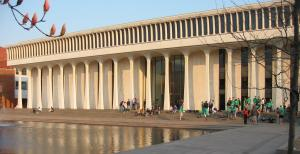
Robertson Hall, het hoofdgebouw van de Princeton School

De Princeton School voor Publieke en Internationale Zaken (Engels: Princeton School of Public and International Affairs) is een professionele school in de beleidswetenschappen (public policy) aan Princeton University in de Verenigde Staten.
De school keert bachelorgraden uit sinds 1930 en post-bachelorgraden sinds 1948. Er zijn drie gediplomeerde opleidingen: twee masteropleiding (het Master of Public Administration-programma en het Master of Public Policy-programma), en doctorsgraden. De Princeton School is de meest selectieve school voor beleidswetenschappen / internationale zaken in de Verenigde Staten. In 2010 werd ongeveer 9% van de kandidaten voor de masteropleiding toegelaten.

## Geschiedenis
De School van Publieke en Internationale Zaken, zoals het oorspronkelijk werd genoemd, werd opgericht in Princeton in 1930 naar Woodrow Wilson's interesse in het voorbereiden van studenten voor leiderschap in de publieke en internationale zaken.
De eerste onderneming van de school was de start van haar interdisciplinaire bacherlorprogramma. In haar eerste catalogus van februari 1930 staat: "Door de geschiedenis hebben de zonen van Princeton een belangrijke rol gespeeld in dienst van de natie - staatslieden, militairen, rechters, diplomaten, wetenschappers en letterkundigen, leiders van het religieuze denken in binnen- en buitenland. Het is deze achtergrond die Woodrow Wilson in 1896 ertoe aanzette het motto van de universiteit te definiëren als: 'Princeton in dienst van de Natie' ... Dit is de basis waarop Princeton de School van Publieke en Internationale Zaken heeft opgericht, waar ... [haar studenten] zullen worden voorbereid op de nieuwe beweging in de nationale en internationale aangelegenheden. "
Professionele post-bachelor programma's werd toegevoegd in 1948. In datzelfde jaar de school werd omgedoopt om Woodrow Wilson, de 28ste president van de Verenigde Staten, lid was van Princeton's klas van 1879, gouverneur van de staat New Jersey, en de 13e rector van de universiteit te eren. De zinsnede 'Princeton in dienst van de Natie' was het thema van twee toespraken die Wilson gaf aan de universiteit, eerst tijdens de viering van het honderdvijftig jarig bestaan van de universiteit in 1896, en opnieuw bij zijn inauguratie als rector in 1902.
In de jaren 1990, werd het motto uitgebreid door de toenmalige rector Harold T. Shapiro tot 'Princeton in dienst van de Natie, en in de dienst van alle Naties.' Het is een concept dat door Princeton en de Princeton School wordt beschouwd als een educatieve missie.

## Huidige stand van zaken
Vandaag de dag leidt de school een breed scala aan studenten uit de VS en van over de hele wereld op, die op zoek zijn om hun kennis en vaardigheden toe te passen aan de oplossing van belangrijke maatschappelijke problemen in zowel de binnenlandse en internationale sferen. Het beschikt over een uitmuntende faculteit van wetenschappers en professionals in disciplines als politiek, economie, sociologie, psychologie, natuurkunde, moleculaire biologie, en geowetenschappen, die, individueel en als leden van een verscheidenheid aan onderzoekscentra en programma's van wereldklasse, invloed op internationale en binnenlandse aangelegenheden uitoefenen door middel van beleidsonderzoek, wat op zijn beurt diepte en vitaliteit toevoegt aan het onderwijsprogramma.

### Robertson Hall
Een donatie van 35 miljoen door Charles en Marie Robertson, de eigenaren van de A&P supermarkt-keten, werd gebruikt om de bouw van het huidige thuis van de school in Robertson Hall (ontworpen door Minoru Yamasaki) te financieren. De donatie vormde de basis van kapitaal van de school, dat momenteel ongeveer $ 800 miljoen bedraagt.

### Selectieve bachelorgraad
Het Princeton School is de enige selectieve bachelorgraad binnen Princeton University. Elk jaar, melden ongeveer 180 Princeton studenten zich aan voor toelating tot het bachelorprogramma van de Princeton School; 90 worden er toegelaten. Er is echter onlangs besloten dat WWS niet langer selectief zal zijn, te beginnen met de klas van 2015.

## Bekende alumni

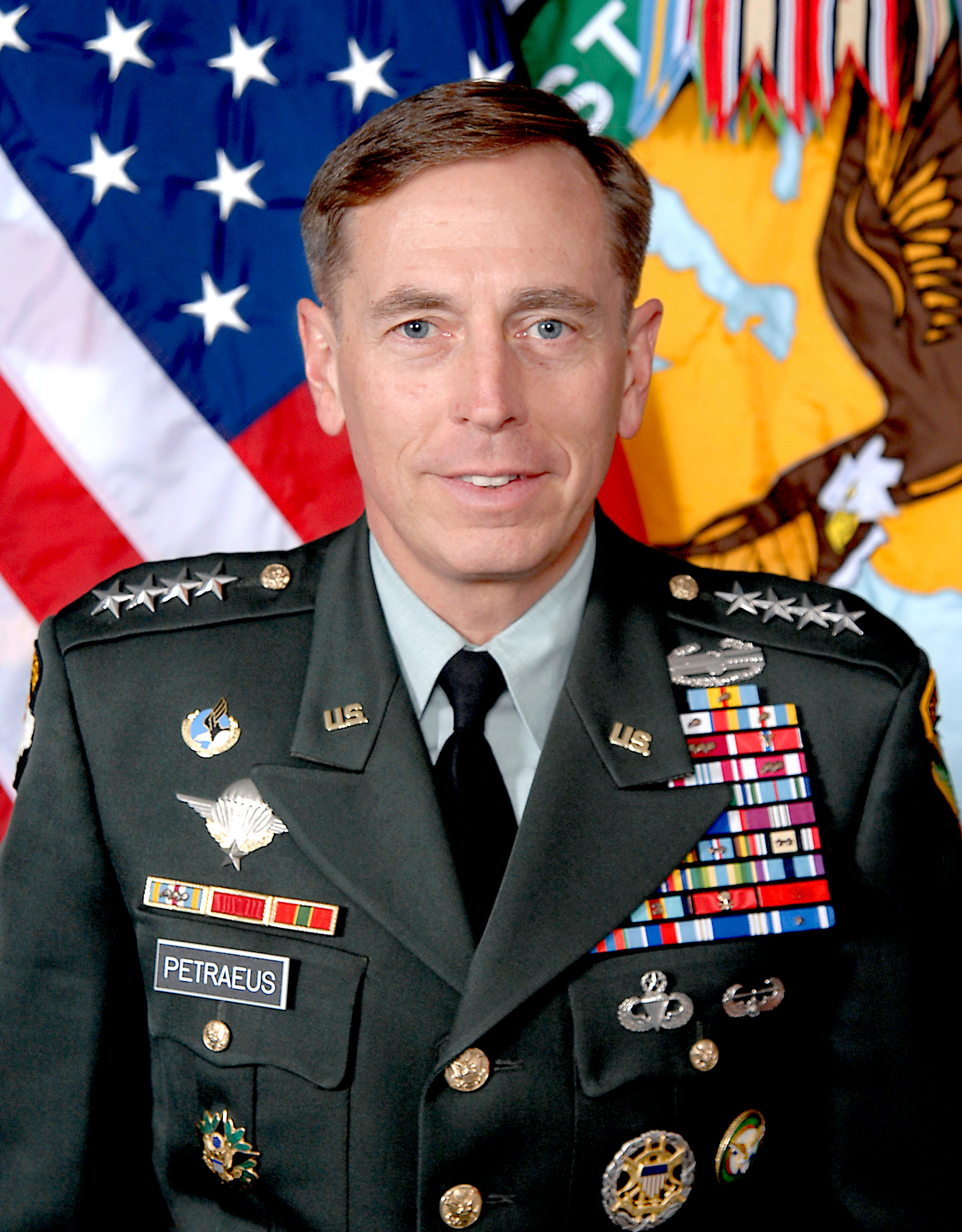
Generaal Petraeus

- Samuel Alito, rechter van het Federaal Hooggerechtshof
- Kit Bond, senator voor Missouri, gouverneur van Missouri
- Joshua B. Bolten, stafchef van het Witte Huis, directeur van het Office of Management and Budget onder George W. Bush
- Bill Bradley, senator voor New Jersey en Hall of Fame-basketbalspeler
- Frank Carlucci, minister van Defensie
- Bill Frist, senator voor Tennessee
- Nicholas Katzenbach, minister van Justitie
- Joseph S. Nye, rector van de John F. Kennedy School of Government aan de Harvard-universiteit
- David H. Petraeus, legergeneraal en directeur van de CIA
- George P. Shultz, minister van Buitenlandse Zaken, minister van Financiën en minister van Arbeid
- Eliot Spitzer, gouverneur van New York
- Paul Volcker, voorzitter van de Federal Reserve

## Bekende medewerkers

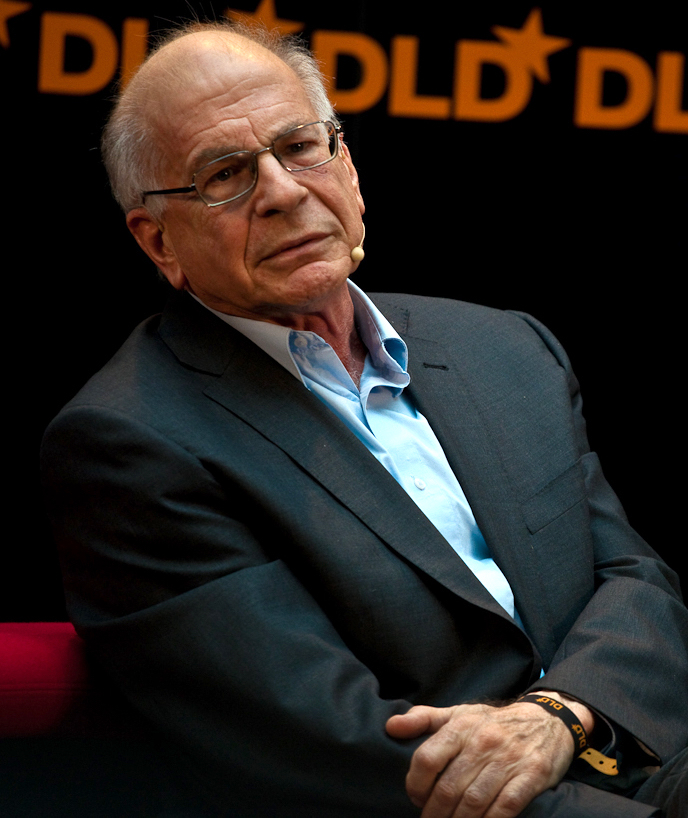
Daniel Kahneman

- Alan Blinder
- John Ikenberry
- Daniel Kahneman,  (2002)
- Robert Keohane
- Alan Krueger
- Paul Krugman,  (2008)
- Anne-Marie Slaughter